# Energiamérleg (táplálkozástudomány)
Az energiamérleg azt mutatja meg, hogy az emberi illetve állati  szervezetbe bevitt tápanyag tápértéke fedezi-e a hő és munka formájában leadott leadott energiamennyiséget. Sokak szerint az energiamérleg kiszámítása és megvalósítása képezi a sikeres beavatkozás, a sikeres diéta alapját.
Az energiamérleg akkor negatív, ha a bevitt tápanyag tápértéke nem fedezi a hő és munka formájában leadott energiamennyiséget, ezért a szervezet tartaléktápanyagai elhasználódnak. Ez az emberi illetve állati szervezet testtömegveszteségét (fogyás) okozza.

## Az energiamérleg alapja
Az energiamérleg összeállításához azt kell tudni, hogy mekkora a szervezet egyéni energiafogyasztása.
Az ember napi energiaszükséglete a következő tényezőkből tevődik össze:
- alapanyagcsere
- teljesítmény-anyagcsere / munka-anyagcsere
- szabadidős tevékenységek energiaforgalma
- posztprandiális termogenézis / emésztési veszteség
- a növekedés energiaszükséglete